# Итальянский усач
Итальянский усач (лат. Barbus plebejus) — вид пресноводных лучепёрых рыб из семейства карповых.

## Описание

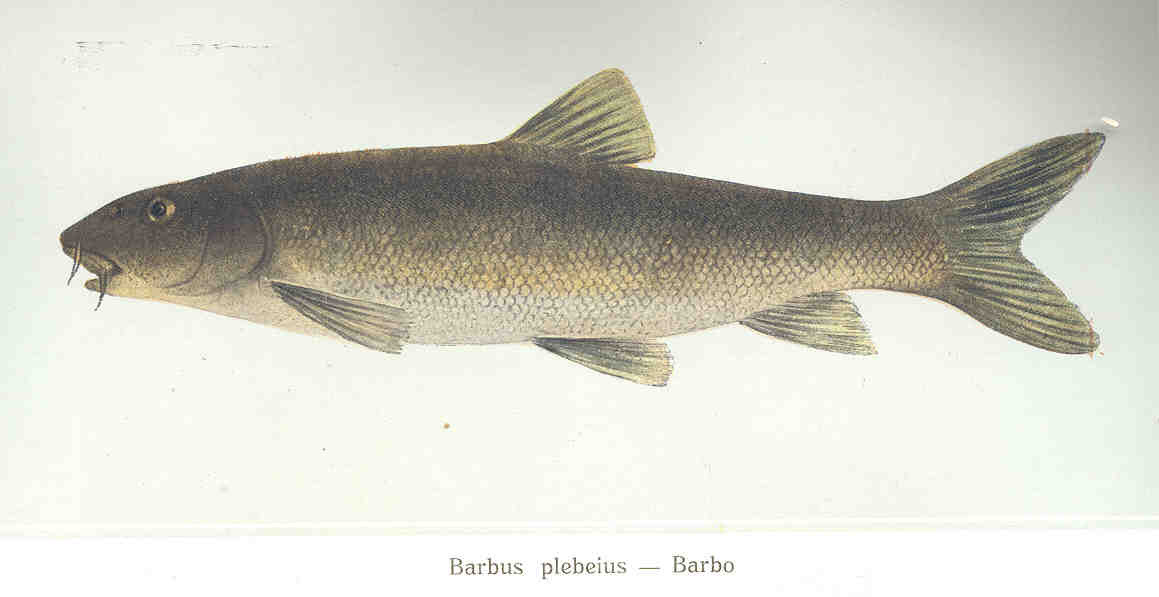
Внешний вид итальянского усача. Иллюстрация 1916 года

Итальянский усач достигает максимальной длины 70 см и массы 6 кг, средний размер взрослой особи составляет около 40 см в длину. Общий вид итальянского усача мало отличается от внешнего вида других европейских усачей. У него коническое тело с почти плоским брюхом и относительно выпуклой спиной; тело покрыто мелкой чешуёй. Голова коническая и удлинённая, глаза относительно небольшие; рот нижний и окаймлён мясистыми губами, на которых растут две пары усиков. Нижняя губа, как и у всех усачей, двураздельная. Этот вид особенно похож на тиберийского барбуса (Barbus tyberinus), обитающего в реках бассейна Тирренского моря и обыкновенного усача (Barbus barbus), широко распространённого по всей Италии. Эти три вида, искусственно помещённые вместе, способны гибридизоваться: указанные характеристики, таким образом, действительны только для чистых и негибридизованных особей. У взрослых особей итальянского усача первый окостеневший луч спинного плавника гибкий и слегка зазубрен сзади на половину своей длины или меньше (у тиберийского барбуса он обычно гладкий, а у усача обыкновенного, наоборот, сильно зазубренный). Анальный плавник длинный (причём длиннее у самцов), может достигать, но не превышать начало хвостового плавника.
Окраска варьирует в зависимости от типа речного дна, фоновый цвет тёмно-зеленоватый или коричневатый на спине, который становится более светлым желтоватым по бокам с мелкими серо-черными точками (точки, как правило, мельче и менее заметны, чем у тиберийского барбуса), которые имеют тенденцию уменьшаться с возрастом, пока не исчезают совсем у более крупных особей. Часто пятна присутствуют на боках, но отсутствуют или уменьшены на спине. Плавники имеют тёмный оттенок, который меняется от зеленоватого до желтовато-коричневого и часто без пятен; они могут приобретать оранжевый оттенок во время брачного сезона. Молодь менее 15 см имеет гораздо более контрастную окраску с крупными чётко выраженными тёмными точками по всему телу.

## Ареал

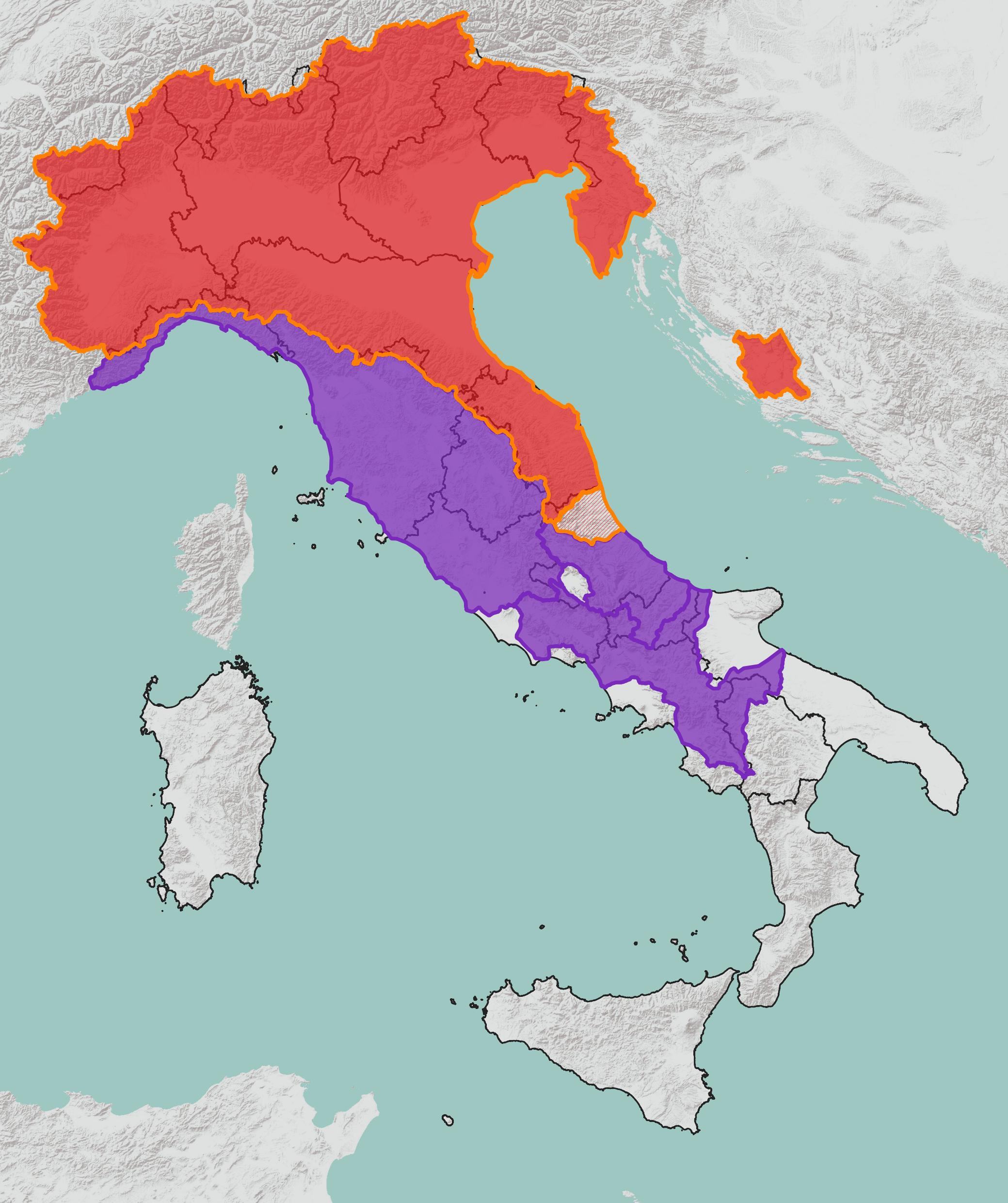
Современный ареал итальянского усача. Естественный ареал показан красным цветом, интродуцированный — синим

Итальянский усач встречается в водах Хорватии, Италии, Словении и Швейцарии. Эндемик рек, впадающих в северную часть Адриатического моря между Тронто и Кркой, включая По и его притоки, и в целом всех рек северной Италии, за исключением рек Лигурии. После интродукции вид в настоящее время присутствует по всей территории Италии. По-видимому, он также был интродуцирован в австрийские воды.

## Местообитание и биология
Естественная среда обитания этого вида — проточные воды рек и реже пресноводные озёра. Рыбы обитают вблизи дна (бентопелагические), питаясь донными беспозвоночными, мелкой рыбой и водорослями. Они также мигрируют в пресной воде (потамодромные) для нереста. Среда обитания Barbus plebejus характеризуется проточной, чистой и хорошо насыщенной кислородом водой с гравийным или песчаным дном. Итальянский усач обладает определённой приспособляемостью к изменениям окружающей среды, он может населять довольно мутные воды при условии высокого уровня кислорода. Он также может жить в озёрах на высоте до 600 м над уровнем моря. Для нереста виду требуются гравийное дно и чистая, текучая вода, в то время как в другие сезоны он может перемещаться в более медленные, мутные воды.